# Gens Porcia

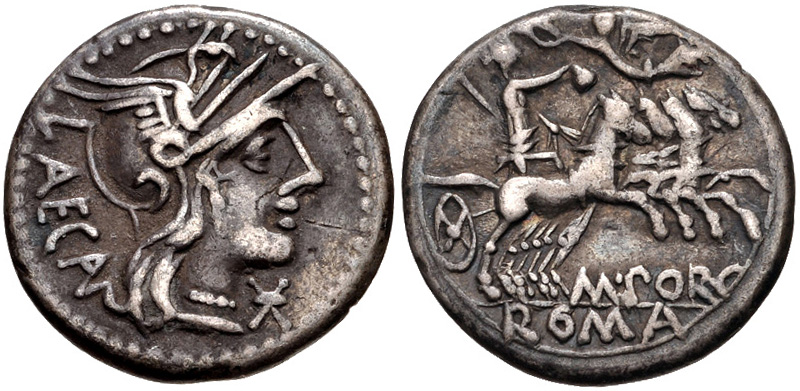
Denario de M. Porcio Laeca. Ceca de Roma.

Porcius, femenino Porcia, plural masculino Porcii, fue el nombre (nomen) de la gens Porcia, que aparentemente tuvo su origen en Tusculum.
Durante la República romana, las tres ramas de la gens se distinguieron por los cognomina Laeca, Licinus, y Cato. El más ilustre fue el de los Catones, especialmente los hombres conocidos en la era moderna, como Catón el Viejo y Catón el Joven.
Durante la era Imperial, los cognomina Festus, Latro, y Septimus se encuentran también como ramas de los Porcii.